# Eric Stanton
Eric Stanton, pseudonimo di Ernest Stanzoni (New York, 30 settembre 1926 – New York, 17 marzo 1999), è stato un illustratore e fumettista statunitense.

## Biografia
Dopo avere studiato presso la Scuola di Arti Visive fece il suo debutto come illustratore e artista di fumetti nel 1947 presso la Movie Star News di Irving Klaw, un editore noto per i suoi riferimenti al fetish e al bondage. Dopo la morte di Klaw, avvenuta nel 1966, Stanton divenne un illustratore indipendente cominciando a lavorare in un circuito quasi underground. 
Durante gli anni 1970 creò la supereroina Blunder Broad, una parodia di Wonder Woman che viene continuamente sconfitta dai suoi nemici che immancabilmente la violentano e torturano. Altri celebri personaggi creati da Stanton sono le Princkazons, donne forti e virili simili alle amazzoni che dominano il mondo sottomettendo e umiliando gli uomini.